# Gustav Vasa
Gustav Vasa (også kendt som Gustav 1.; formodentlig født 12. maj 1496, død 29. september 1560) var konge af Sverige fra 1523 til 1560. Hans fødenavn var Gustav Eriksson, og han var søn af Erik Johansson (Vasa) og Cecilia Månsdatter. Det var Gustav Vasa, som indførte arveretten til tronen og gjorde Sverige fri af det danske overherredømme.

## Biografi
Gustav blev formodentlig født 12. maj 1496 på Lindholmens gård i Vallentuna som søn af ridderen og rigsrådsmedlemmet Erik Johansson (Vasa) i hans ægteskab med Cecilia Månsdatter (Eka). Som ung var han fanejunker under slaget ved Brännkyrka i 1518, hvor Sten Sture den yngre bød hårdnakket modstand mod Christian 2.s tropper. Danskerne manglede forsyninger, og kongen foreslog en våbenhvile, hvor svenskerne skulle stille nogle fremtrædende mænd som gidsler for hans sikkerhed under forhandlingerne. Han brød aftalen og rejste i stedet bort med den 22-årige Gustav Vasa og andre gidsler. Gustav Vasa sad en tid fanget på Kalø slot, men det lykkedes ham at flygte til Lübeck.
I 1520 kom han tilbage til Sverige. Senere samme år blev hans far, to af hans onkler og flere andre slægtninge henrettet blandt i alt 94: det der senere blev kendt som Det Stockholmske Blodbad på ordre fra Christian 2. Desuden blev hans mor og mormor samt tre søstre fængslet i Blåtårn i København.
Gustav Vasa besluttede at gøre oprør mod Kristian Tyrann, som Christian 2. blev kaldt i Sverige efter henrettelserne, og det lykkedes ham at rejse befolkningen i det meste af Sverige mod danskerne. I august 1521 blev han i Vadstena valgt til rigsforstander, og i oktober samme år indledte han belejringen af Stockholm.
I 1522 sluttede Lübeck forbund med Gustav Vasa og sendte en flåde til Stockholm, der blev fuldstændig indesluttet. 6. juni 1523 blev han udråbt til konge i Strängnäs, og et par uger senere kapitulerede Stockholm. Det var afslutningen på Kalmarunionen
Gustav Vasa genoprettede Sverige som selvstændig stat. Han indførte reformationen 1527 og arvekongedømmet 1544. Hans styre var hårdt og effektivt og blev mødt med flere oprør, men han var hver gang herre over situationen.
Gustav Vasa var en stor tilhænger af at drikke varm vin. Dermed gjorde han gløggen til en meget prestigefyldt drik i Sverige. Hans egen favorit indeholdt rødvin, sukker, honning, kanel, ingefær, kardemomme og nelliker.
Gustav Vasa døde den 29. september 1560 på Slottet Tre Kronor i Stockholm. Han ligger begravet i Vasakoret i Uppsala domkirke.